# James F. Short
James Franklin Short (* 22. Juni 1924; † 13. Mai 2018 in Pullman, Washington), bekannt als James F. Short, war ein US-amerikanischer Soziologe, der 1984 als 75. Präsident der American Sociological Association (ASA) amtierte. Er wurde durch seine Beiträge zur Kriminalsoziologie bekannt, insbesondere der Erforschung von Bandenkriminalität. 1997 war er Präsident der American Society of Criminology (ASC) Damit ist er bisher die einzige Person, die beiden Fachverbänden, ASA und ASC, als Präsident vorstand.

## Werdegang
Als Angehöriger der US Navy war Short nach Ende des Zweiten Weltkriegs Mitglied der Besatzungstruppen in Japan. Danach machte er 1946 sein Bachelor-Examen im Fach Soziologie an der Denison University (Ohio), dann wechselte er an die University of Chicago, wo er 1949 das Master-Examen machte und 1951 zum Ph.D. promoviert wurde. Seine akademischen Lehrer in Chicago waren Everett Cherrington Hughes, Clifford Robe Shaw, Louis Wirth und vor allem William Ogburn. Nach der Promotion nahm Short eine Stelle als Dozent an der Washington State University an, ließ sich aber beurlauben, um an der University Chicago als Visiting Associate Professor of Sociology gemeinsam mit Fred Strodtbeck das Youth Studies Project zu leiten. Sie sammelten eine Vielzahl von soziologischen, psychometrischen und Beobachtungsdaten über mehr als 30 Gangs und kriminelle Gruppen aus etwa 25 Stadtteilen Chicagos. Das daraus entstandene Buch Group Process and Gang Delinquency (1965) zeigte die kausale Bedeutung sozialer Interaktion für delinquentes und gewalttätiges Verhalten. Die Untersuchung zeigte außerdem, das viel delinquentes Verhalten dem Statusgewinn in der Gruppe dient.
Nach seiner Rückkehr an die Washington State University stieg Short bald zum Professor auf. Er blieb bis zu seiner Emeritierung an der Hochschule. 1968/69 war er Mitglied der Commission on the Causes and Prevention of Violence des US-Präsidenten Lyndon B. Johnson.

## Schriften (Auswahl)
- Herausgegeben mit Lorine A. Hughes: Studying youth gangs. AltaMira Press, Lanham 2006, ISBN 978-0-75910-938-4.
- Delinquency and society. Prentice Hall, Englewood Cliffs 1990, ISBN 0131992589.
- An investigation of the relation between crime and business cycles. Arno Press, New York 1982.
- Mit Fred L. Strodtbeck: Group process and gang delinquency. University of Chicago Press, Chicago 1965.